# Dusona insignita
Dusona insignita là một loài tò vò trong họ Ichneumonidae.